# تروند أموندسين
تروند أموندسين (بالنرويجية البوكمول: Trond Amundsen)‏ هو مدرب كرة قدم ولاعب كرة قدم نرويجي، ولد في 30 مارس 1971. لعب مع نادي فريدريكستاد.

## وصلات خارجية
- تروند أموندسين على موقع قاعدة بيانات كرة القدم.إي يو (الإنجليزية)